# Incierta gloria (película)
Incierta gloria es una película española de 2017 dirigida por Agustí Villaronga y producida por Isona Passola. Basada en la novela homónima de Joan Sales, está protagonizada por Marcel Borràs, Oriol Pla, Bruna Cusí y Núria Prims. El tema de la película es la relación de tres amigos del bando republicano, en el frente de Aragón, durante la guerra civil española en 1937.

## Sinopsis
En plena Guerra Civil, Lluís (Marcel Borràs) es un joven oficial republicano destinado a un pequeño pueblo del frente de Aragón donde se reencuentra con Juli, su amigo de la infancia. Allí se enamora de la Carlana (Núria Prims), viuda no reconocida del señor de la comarca, que consigue embaucarlo para que establezca un falso documento para que ella y sus hijos hereden de los bienes de su difunto. Juli (Oriol Pla), que está secretamente enamorado de Trini (Bruna Cusí), la mujer de Lluís a la que este desatiende, descubre el fraude. A cambio de no delatarlo, le pide a Lluís que se traiga a su mujer y a su hijo al pueblo para alejarlos de los bombardeos de Barcelona. Sin embargo, cuando Trini llega al pueblo no tarda en descubrir la traición.

## Premios
Premios Sant Jordi
| Categoría                         | Nominados   | Resultado |
| --------------------------------- | ----------- | --------- |
| Mejor actriz en película española | Núria Prims | Ganadora  |

## Reparto
| Intérprete                  | Personaje                 |
| --------------------------- | ------------------------- |
| Marcel Borràs               | Lluís                     |
| Núria Prims                 | Carlana                   |
| Oriol Pla                   | Solerazo                  |
| Bruna Cusí                  | Trini                     |
| Luisa Gavasa                | Olegaria                  |
| Juan Diego                  | Cagorcio                  |
| Terele Pávez                | Molinera                  |
| Fernando Esteso             | Molinero                  |
| David Bagés                 | Capitàn Picó              |
| Jordi Coromina              | Doctor                    |
| Jordi Ydalga                | Fermín                    |
| Daniel Cañero               | Ramonet                   |
| Marc Cañero                 | Ramonet                   |
| Roger Casamajor             | Anarquista                |
| Bruno Bergonzini            | Doctor Vega               |
| Hamid Krim                  | Soldado                   |
| Jorge Usón                  | Alcalde nacional          |
| Francesca Piñón             | Esposa alcalde nacional   |
| Laura Gómez-Lacueva         | Chica anarquista          |
| Anna Cortés                 | Criada de Trini           |
| Cristina Buil               | Criada de Carlana         |
| Quimet Pla                  | Carla                     |
| Alejandro Tolosana          | Hijo de Carlana           |
| Mauro Tolosana              | Hijo de Carlana           |
| Pedro Rebollo               | Josico                    |
| Óscar Foronda               | Oficial nacional          |
| Jaume Peracaula             | Juez                      |
| Xavier Capdet               | Panadero                  |
| Cristina Baeza              | Enfermera                 |
| Justo Bagüeste              | Conductor de ovejas       |
| Jesús Pérez Navasa          | Alcalde republicano       |
| Oscar Dorta                 | Soldado en la trinchera   |
| Oriol Casals                | Soldado republicano       |
| Rubén Jiménez Sanz          | Soldado republicano       |
| Ángel Gotor                 | Soldado republicano       |
| Bernat Granados             | Soldado republicano       |
| Pere de Palol               | Soldado republicano       |
| Mario Alberto Díez          | Soldado republicano       |
| Daniel Lombardo             | Anarquista                |
| Pablo Lombardo              | Anarquista                |
| Daniel Valverde             | Anarquista                |
| Philippe Almahdi El Mostafa | Soldado                   |
| Salas Alviz                 | Hija del alcalde nacional |
| Misho Amoli                 | Prisionero                |
| Batseba Comino              | Chica del tren            |
| Eva María Milara            | Actriz de reparto         |